# 寒峰
寒峰（かんぽう）は、徳島県三好市に位置する山である。標高1,604.6m。四国百名山選定。

## 地理
旧東祖谷山村に位置。黒笠山から矢筈山、烏帽子山、中津山へと続く祖谷山系の主稜からやや南に離れて位置する。
頂上付近は草原になっており、一本の樹木もなく吹きさらしで寒々とした感じである。山名もその風情によるものと思われる。
寒峰の800haは休猟区に指定されている。頂上からの展望はよく、県西の山々の眺望がきく。質は三波川帯に属し、変成岩（結晶片岩）からなる。

## ギャラリー

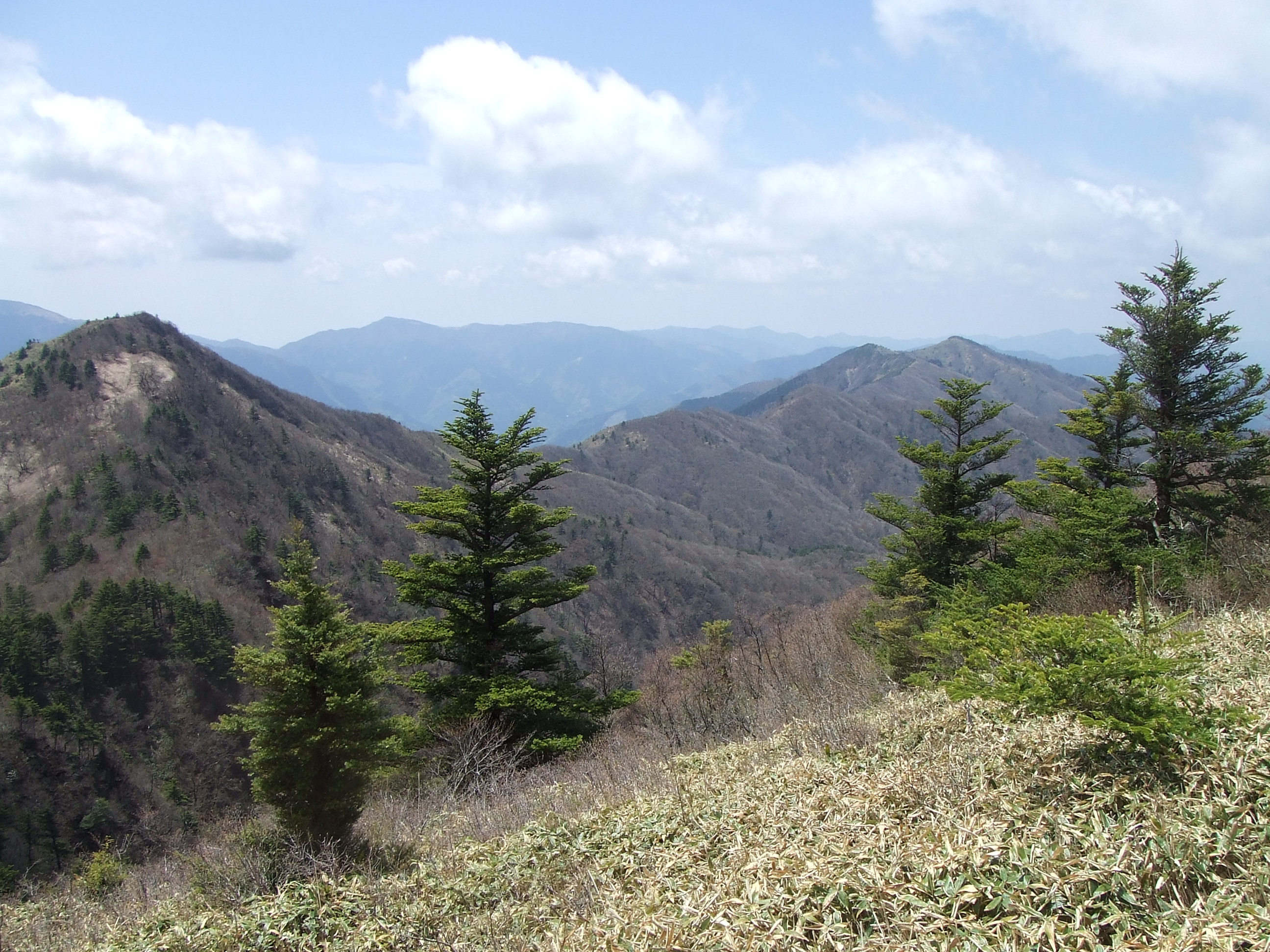
左の前烏帽子から右奥方向の稜線へ行った先が寒峰
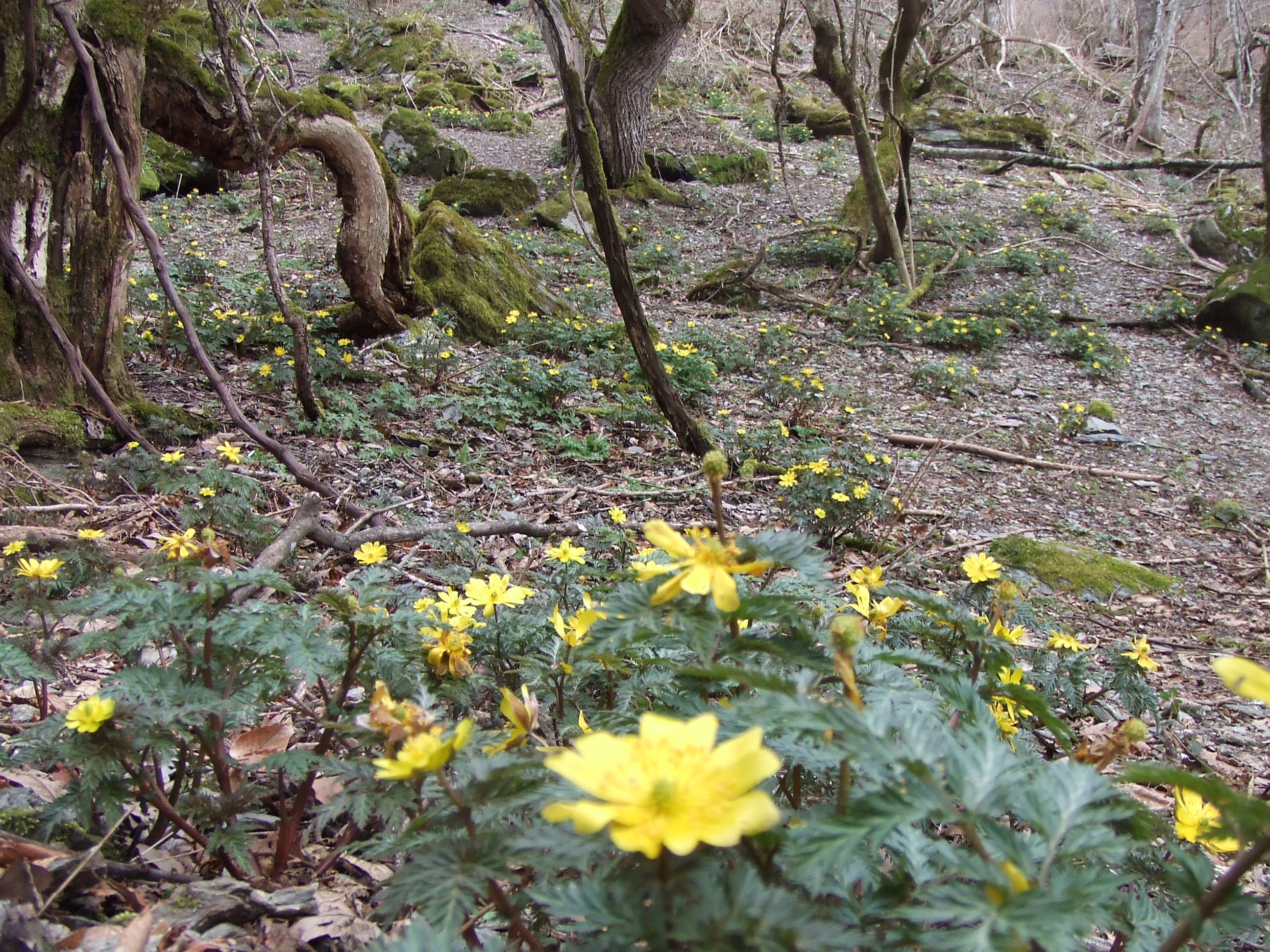
福寿草の自生地
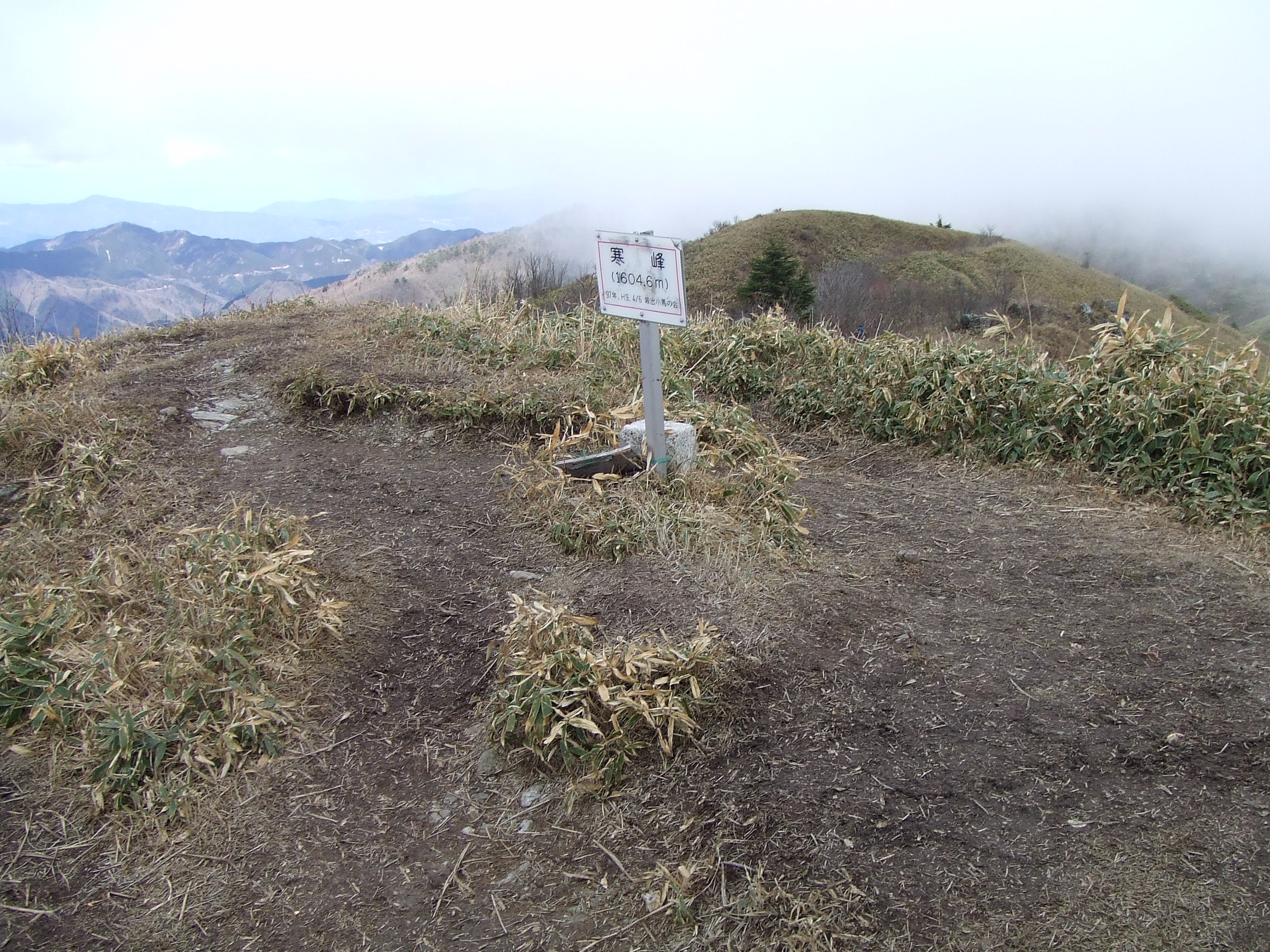
頂上